# بونت لافيك
بونت لافيك (بالفرنسية: Pont-l'Évêque, Calvados)‏ هي بلدية في مقاطعة كالفادوس في منطقة نورماندي في شمال غرب فرنسا. تشتهر بجبن بوني لي فيك (بالفرنسية: Pont-l'Évêque)‏، وهو نوع من الجبن الطري، أقدم جبن نورماندي في الإنتاج.
خلال الحرب العالمية الثانية، تعرضت المدينة لأضرار جسيمة في معركة استمرت يومين في أغسطس 1944. في 1 يناير 2019، تم دمج بلدية كودراي رابوت السابقة في كودراي-رابوت.

## المدن التوأم
- أوتري سانت ماري، المملكة المتحدة (منذ 1977)[8]
- فايتشايكهام، ألمانيا (منذ 1994)[8]